# Пучков, Андрей Юрьевич
Андре́й Ю́рьевич Пучко́в (род. 9 июня 1969, Москва) — российский продюсер, телеведущий, сценарист. Наибольшую известность получил как ведущий передачи ТВ-6 «Катастрофы недели» (1995—2002).

## Биография
Андрей Юрьевич Пучков родился 9 июня 1969 года в Москве. В 1990 году он поступил в МГТУ имени Баумана, окончил три курса университета. В 1991 году познакомился с руководителем телекомпании ВКТ Владимиром Ананичем, от которого получил предложение попробовать себя на телевидении. Работу в телекомпании ВКТ начал сценаристом рекламных роликов, затем корреспондентом, позже ведущим собственной рубрики в программе «Утро делового человека» на телеканале «Российские университеты». В 1993 году работал в Службе информации данного телеканала, был выпускающим редактором новостей, затем ведущим новостных выпусков «Новости о деньгах» и «Гуманитарные новости».
В сентябре 1994 года Андрей Пучков получил приглашение от бывшего коллеги по программе «Утро делового человека» Ивана Усачёва занять должность режиссёра программы «Катастрофы недели» на канале ТВ-6. Занимался с педагогом по речи Беллой Дмитриевной Гаймаковой.
В 1995 году Андрей Пучков заменил Ивана Усачёва в качестве ведущего и руководителя программы «Катастрофы недели», поскольку последний в это время полностью сосредоточился на работе над новым проектом для МНВК «ТВ-6 Москва» — программой «Вы — очевидец». С 1995 по 2002 год Андрей Пучков был ведущим и руководителем телепрограммы «Катастрофы недели» на канале ТВ-6. С 2000 по 2001 год вместе с журналистами «Катастроф недели» работал над проектом «Икс-фактор» на ТВ-6 на тему разнообразных паранормальных явлений и природных стихий в качестве автора и ведущего.
В 1997 году окончил Институт повышения квалификации работников телевидения и радио по специальности «Продюсер телевизионных программ». 
После закрытия канала ТВ-6 перешёл на телеканал REN-TV, где являлся соведущим и специальным корреспондентом программы о редких профессиях «Такая профессия». В 2003 году запустил на телеканале «Россия» программу «Мир на грани», где был руководителем проекта.
С 2004 по 2008 год Пучков являлся руководителем отдела специальных проектов ООО «Пресс-Лаборатория». С 2006 по 2007 год был ведущим программы в жанре ток-шоу «Я выжил!» на телеканале ДТВ.
С 2008 по 2011 год занимался собственными медиапроектами. 7 февраля 2011 года начал работать в Объединённой редакции МЧС России в должности редактора. В августе того же года назначен заместителем начальника управления мультимедийных технологий. 7 октября 2013 года назначен директором ФГБУ «Объединённая редакция МЧС России». Оставался в должности до апреля 2016 года.
В 2017 году дополнительно окончил Академию гражданской защиты МЧС РФ по специальности «Реклама и связи с общественностью».

## Телепрограммы
1. «Утро делового человека» — корреспондент, ведущий рубрики. Телеканал РТР. 1991—1992.
2. «Новости» — выпускающий редактор, ведущий. Телеканал «Российские университеты». 1993—1994.
3. «Катастрофы недели» — режиссёр, ведущий, продюсер. Телеканал ТВ-6. 1994—2002.
4. «Икс-фактор» — автор и ведущий. Телеканал ТВ-6. 2000—2001[9].
5. «Такая профессия» — корреспондент, соведущий. Телеканал REN-TV. 2002—2003.
6. «Мир на грани» — руководитель проекта. Телеканал «Россия». 2003—2004[19].
7. «Я выжил» — ведущий программы. Телеканал «ДТВ». 2006—2007.

## Документальные фильмы
1. «Тайна № 1999». Эфир на телеканале «ТВ-6 Москва»[20]. 1999 год.
2. «Хищник». Эфир на телеканале «ТВ-6 Москва». Март 1999 года[21][22][23].
3. «Русский снег над Вашингтоном». Эфир на «Первом канале». Декабрь 2004 года.
4. «Волна». Эфир на телеканале «Russia Today». 2005 год.
5. «Птичий грипп». Эфир на телеканале «Russia Today». 2006 год.
6. «Профессия — спасатели». Эфир на «Первом канале». Март 2007 года.